# Zemelanopsis trifasciata
Zemelanopsis trifasciata is een slakkensoort uit de familie van de Melanopsidae. De wetenschappelijke naam van de soort is voor het eerst geldig gepubliceerd in 1834 door Gray.